# ريمولينوس
بلدية ريمولينوس (بالإسبانية: Remolinos) هي بلدية تقع في مقاطعة سرقسطة التابعة لمنطقة أراغون شمال شرق إسبانيا.

## الديموغرافيا
بلغ عدد سكان بلدية ريمولينوس 1.183 نسمة عام 2011 (وفقاً للمعهد الوطني الإسباني للإحصاء).
| 1.253 | 1.248 | 1.225 | 1.216 | 1.209 | 1.192 | 1.183 |